# Angélica María
Angélica María Hartman Ortiz  (New Orleans, Louisiana, Egyesült Államok, 1944. szeptember 27. –) amerikai-mexikói énekesnő és színésznő.

## Élete és pályafutása
1944. szeptember 27-én született. Lánya Angélica Vale szintén színésznő.

## Lemezfelvételei
- 1962: Angélica María
- 1962: Angélica María Vol.2
- 1963: Angélica María Vol.3
- 1964: Angélica María Vol.4
- 1965: Angélica María Vol.5
- 1965: Perdoname Mi Vida
- 1966: Cantos De Navidad
- 1966: La Novia De La Junventud
- 1966: Angélica María Vol.6
- 1967: Angélica María Vol.8
- 1967: Me Quiero Casar
- 1968: Cuando Me Enamoro
- 1968: Angélica Y Armando
- 1968: Cinco De Chocolate Y Uno De Fresa
- 1969: Somos Novios (Corazón Contento)
- 1969: La Paloma
- 1970: El Primer Amor
- 1971: Angélica María 1971
- 1972: El Primer Nobel Amor
- 1972: Angélica María 1972
- 1973: Tonto
- 1973: Por Nosotros
- 1974: Voy A Escribirte Una Carta
- 1974: Yo Amo, Tu Amas, Nosotros...
- 1974: Gigi
- 1974: Ana Del Aire
- 1974: ¿Donde Estas Vidita Mia?
- 1975: Una Muchach Igual Que Todas
- 1976: Tranpas Para Un Amor
- 1976: Angélica María Con El Mariachi Mexico
- 1976: Ha Nacido Mi Niña
- 1976: Angélica María Con Mariachi
- 1977: Papacito Piernas Largas
- 1977: Angélica María 1977
- 1979: Cuanto Habla El Corazon
- 1979: Angélica María y Raúl Vale
- 1980: Loving in the Moonlight
- 1980: Confia en Mi
- 1981: Y la sentir de Juan Gabriel
- 1983: La magia de Angélica María
- 1983: Sera lo que sera
- 1984: Cantar es siempre amor
- 1985: Revelaciones
- 1986: El Hommbre De Mi Vida
- 1988: Una Estrella
- 1989: Pero Amanecio
- 1990: Reina y Cenicienta
- 1990: Mom loves Rock
- 1992: Revolution
- 1993: Las Grandes de Rock
- 1994: Gracias
- 1996: La viuda Alegre
- 1998: Island with babies
- 1999: Mis Exitos
- 2000: Sabor a Nada
- 2002: Bring me the Phone
- 2003: Bring me the phone... (spanyolul)
- 2004: Boleros Reloaded
- 2006: Amor del Bueno
- 2007: Estrella mia
- 2008: Por Supuesto
- 2009: Que Emane
- 2010: Ven A Mi Soledad
- 2013: Con Tu Amor
- 2013: With Your Love

## Filmszerepei

### Telenovellák
- La fan (2016) ... Valentina Gardiazabal
- Qué bonito amor (2012-2013) ... Amalia García viuda de Mendoza
- La casa de al lado (Zárt ajtók mögött) (2011-2012)... Cecilia viuda de Arismendi (Magyar hang: Szabó Éva)
- Mi corazón insiste...en Lola Volcán (Szalamandra) (2011)... Isabel 'Chabela' Volcán (Magyar hang: Szórádi Erika)
- Aurora (2011) ... Pasión Urquijo
- Amor sin maquillaje (2007) ... Mariana
- Muchachitas como tú (2007) .... Önmaga
- La fea más bella (Lety, a csúnya lány) (2006-2007) .... Doña Julieta Solís de Padilla
- Amar otra vez (2003-2004) .... Balbina
- Tu historia de amor (2001-2002) .... Martha y Esperanza
- Rosalinda (1999) .... Soledad Martha Romero (Magyar hang: Csere Ágnes)
- La antorcha encendida (1996) .... Doña Bernarda de Muñiz
- Bendita mentira (1996) .... Esperanza
- Agujetas de color de rosa (1994-1995) .... Elisa viuda de Armendáres
- Herencia maldita (1986) .... Adela Beltran
- El hogar que yo robé (1981) .... Andrea Velarde / Victoria Valdes
- Yara (1979) .... Yara
- Corazón salvaje (1977) .... Mónica Molnar
- El milagro de vivir (1975) .... Aura Velasco
- Ana del aire (1974) .... Ana
- Muchacha italiana viene a casarse (1971) .... Valeria Donatti
- Puente de amor (1969) .... Paula / Amelia
- Águeda (1968) .... Águeda
- El callejón del beso (1968)
- Leyendas de México (1968)
- Más fuerte que tu amor (1966)
- Cartas de amor (1960)

### Sorozatok
- Mujeres asesinas .... Julia Laviada (2009)
- Tres generaciones (1989)
- Hora marcada (1989) .... Elena (epizód"Un guiño de ojo")
- Angélica María en... (1984)
- El chavo del ocho (1979) .... Iara

### Programok
- TV musical
- Los Días Felices
- Programa Nescafé
- Siempre En Domingo
- Los Grandes Años Del Rock
- Éxitos Bacardi
- Arriba El Telón
- Hoy (2006-2008)

## Színház
- 1955: La mala semilla
- 1960: El canto de la cigara
- 1961: Las fascinadoras
- 1965: Sí quiero
- 1966: Cuando oscurezca
- 1968: Marat/Sade .... Charlotte Corday
- 1974-1975: Gigi .... Colette
- 1976: Te encontre en abril
- 1976: Trampas de amor
- 1977-1979: Papacito piernas largas
- 1987-1988: Una estrella
- 1990-1991: Mamá ama el rock
- 1993: La viuda alegre
- 1995: La isla de los ninos
- 1996: La mujer del ano ... Tess Harding
- 1999: Mama nos quita los novios
- 2007: Emociones encontradas  ...  Cristina